# Isole Caroline
Le Isole Caroline sono un arcipelago (1194 km² con 86 000 abitanti) della Micronesia situato nella parte occidentale  dell'Oceano Pacifico e costituito da circa 500 tra isole vulcaniche, atolli e scogli corallini, distribuiti tra l'Equatore e 10° di latitudine N, su una fascia della lunghezza di 3 000 km e una larghezza di 800, con direzione prevalente W-E che si estende tra le Filippine a ovest e le Isole Marshall a est.
Politicamente le isole, di cui solo pochissime sono abitate, sono suddivise tra gli Stati Federati di Micronesia e Palau a cui appartengono solo le Caroline Occidentali più esterne.

## Geografia
L'arcipelago si fraziona in tre gruppi:
- le Palau (Babelthuap, Arakabesan, Koror, Angaur, ecc.)
- le Yap, a NE delle precedenti;
- le Caroline Orientali (le vulcaniche Chuuk (Truk), Pohnpei (Ponape), Kosrae e numerosi gruppi madreporici).

## Popolazione
La popolazione, considerata come "micronesiana" dal 1830, ma senza base antropologica o scientifica, raggruppa popolazioni oceaniche molto diverse tra loro. Le principali risorse provengono dalla pesca, dalla raccolta della madreperla e dei gusci di tartaruga, dalle colture di palme da cocco, banani, canna da zucchero e dallo sfruttamento delle foreste e di giacimenti di fosfati nell'isola di Fais.

## Storia
L'arcipelago fu scoperto dai portoghesi nel 1526 e, nel 1686, occupato dagli spagnoli, che lo intitolarono al loro re di allora Carlo II, da cui il nome di Isole Caroline.
Venne una prima volta occupata, almeno l'isola di Yap, dall'Impero Tedesco il 24 agosto 1885, che contemporaneamente proclamò il protettorato sulle Caroline e le Palau, dando il via alla cosiddetta questione delle Caroline, risolta con la mediazione pontificia il 17 dicembre seguente, con il ritorno della sovranità spagnola grazie alla mediazione pontificia.
Venduta poi ai tedeschi nel 1899 e acquisite poi nel 1920 ai giapponesi, dopo l'operazione Hailstone fu occupato militarmente nel 1944 dagli Stati Uniti, cui fu affidato in amministrazione fiduciaria nel 1947 sotto il controllo del Consiglio di sicurezza dell'ONU.
Le Caroline orientali e lo Stato di Yap costituiscono oggi gli Stati Federati di Micronesia che, col referendum del 1983, hanno approvato un patto di associazione con gli USA. Le Palau costituiscono una Repubblica, con una forma separata di semi-indipendenza.